# ハクチョウ属
ハクチョウ属（ハクチョウぞく、Cygnus）は、鳥綱カモ目カモ科に属する属。別名コブハクチョウ属。

## 分布
アフリカ大陸北部、北アメリカ大陸、南アメリカ大陸、ユーラシア大陸、オーストラリア

## 形態
最大種はナキハクチョウ。全長150-180センチメートル。翼長オス60.5-65センチメートル、メス58.5-60.1センチメートル。翼開張230-260センチメートル。本属のみならずカモ科最大種。頸部は非常に長い。眼先には羽毛がなく、皮膚が裸出する。
後肢は短く、陸上をうまく歩行することができない。

## 分類
- Cygnus atratus　コクチョウ　Black swan
- Cygnus buccinator　ナキハクチョウ　Trumpeter swan
- Cygnus columbianus　コハクチョウ　Tundra swan
- Cygnus cygnus　オオハクチョウ　Whooper swan
- Cygnus melancoryphus　クロエリハクチョウ　Black-necked swan
- Cygnus olor　コブハクチョウ　Mute swan

## 生態
湖沼などに生息する。飛翔するときは羽ばたきながら水面を助走してから飛翔する。
水面で逆立ちになりながら上半身だけ潜水し、採食を行う。
繁殖形態は卵生。2-10個の卵を産む。抱卵期間は30-40日。

## 人間との関係
属名Cygnusはラテン語で「白鳥」の意。多くの人の目を惹きつけるきれいな鳥として人気があり、越冬する湖（瓢湖、御宝田遊水池など）などは観光地となることがよくある。バレエ音楽の白鳥の湖や、童話のみにくいアヒルの子などといった作品でも取り上げられて人気の鳥である。
しかし一方では稲などを食べ荒す害鳥とみなされることもある。凶暴性も高いし、人や他の動物達を攻撃する事が多い。

## 画像

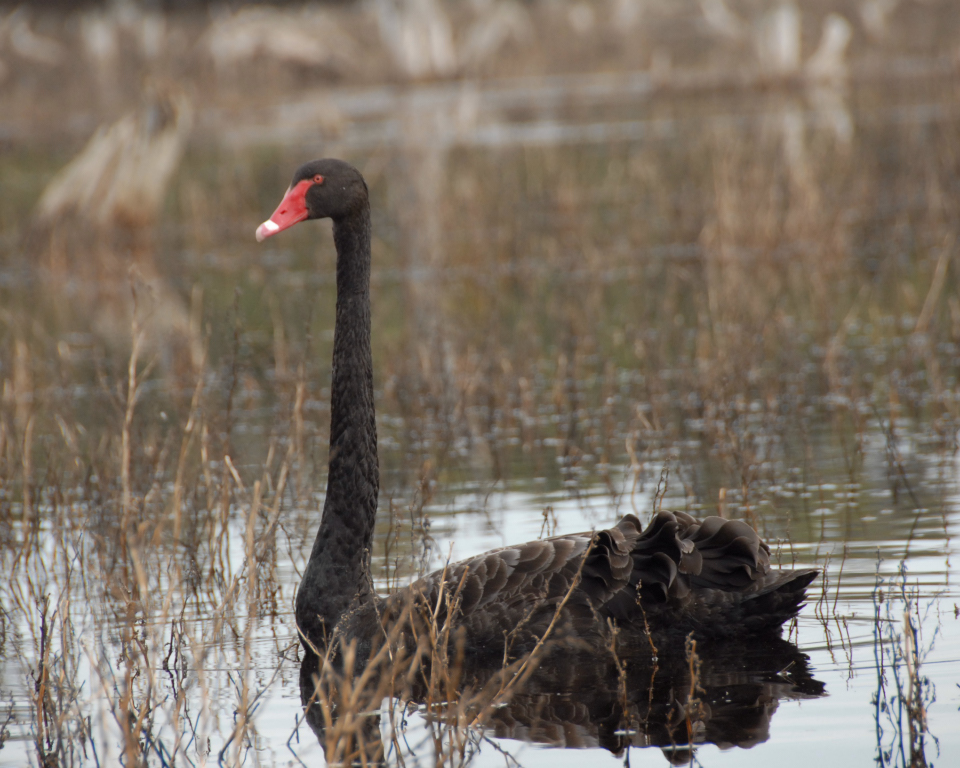
コクチョウ C. atratus
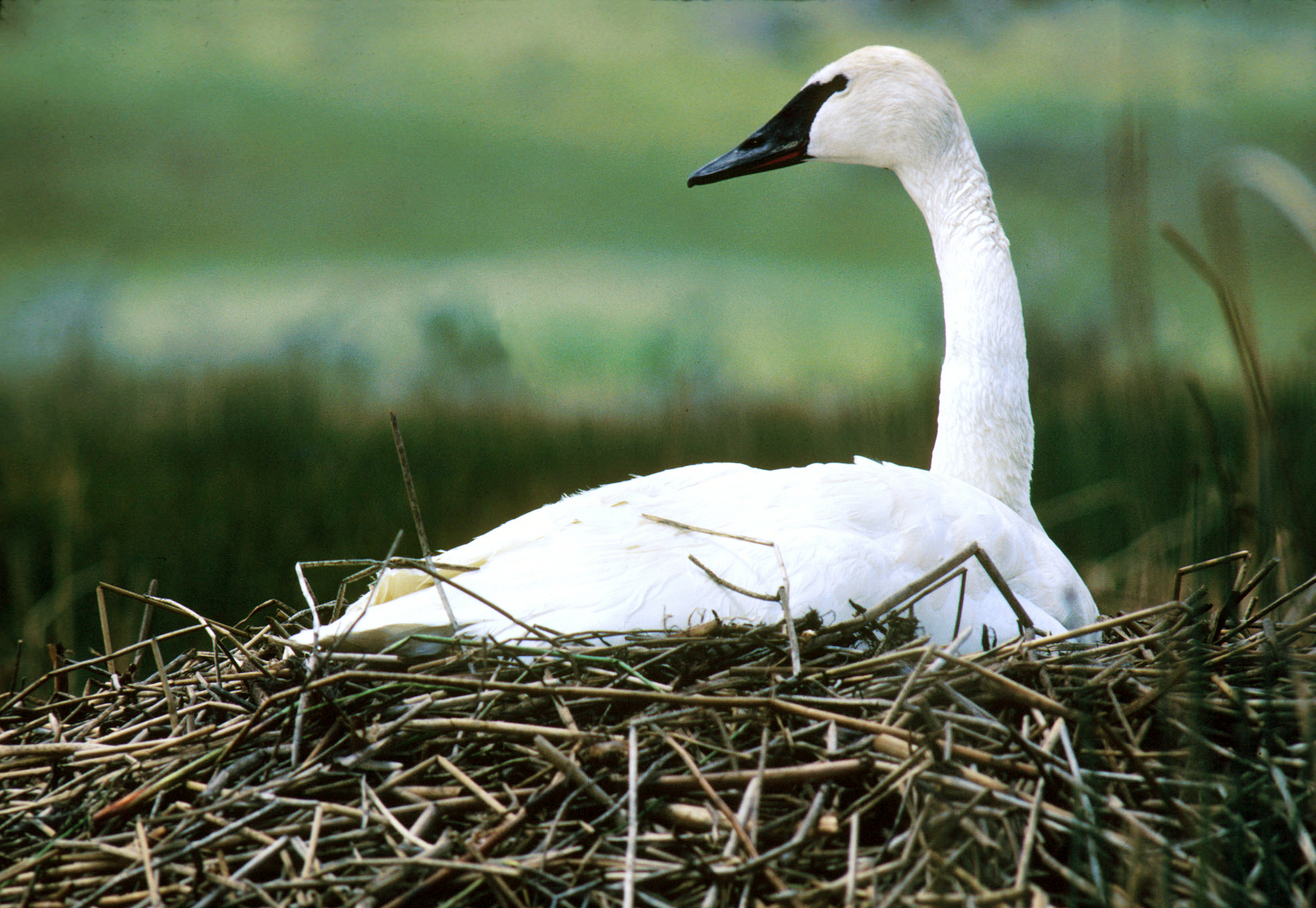
ナキハクチョウ C. buccinator
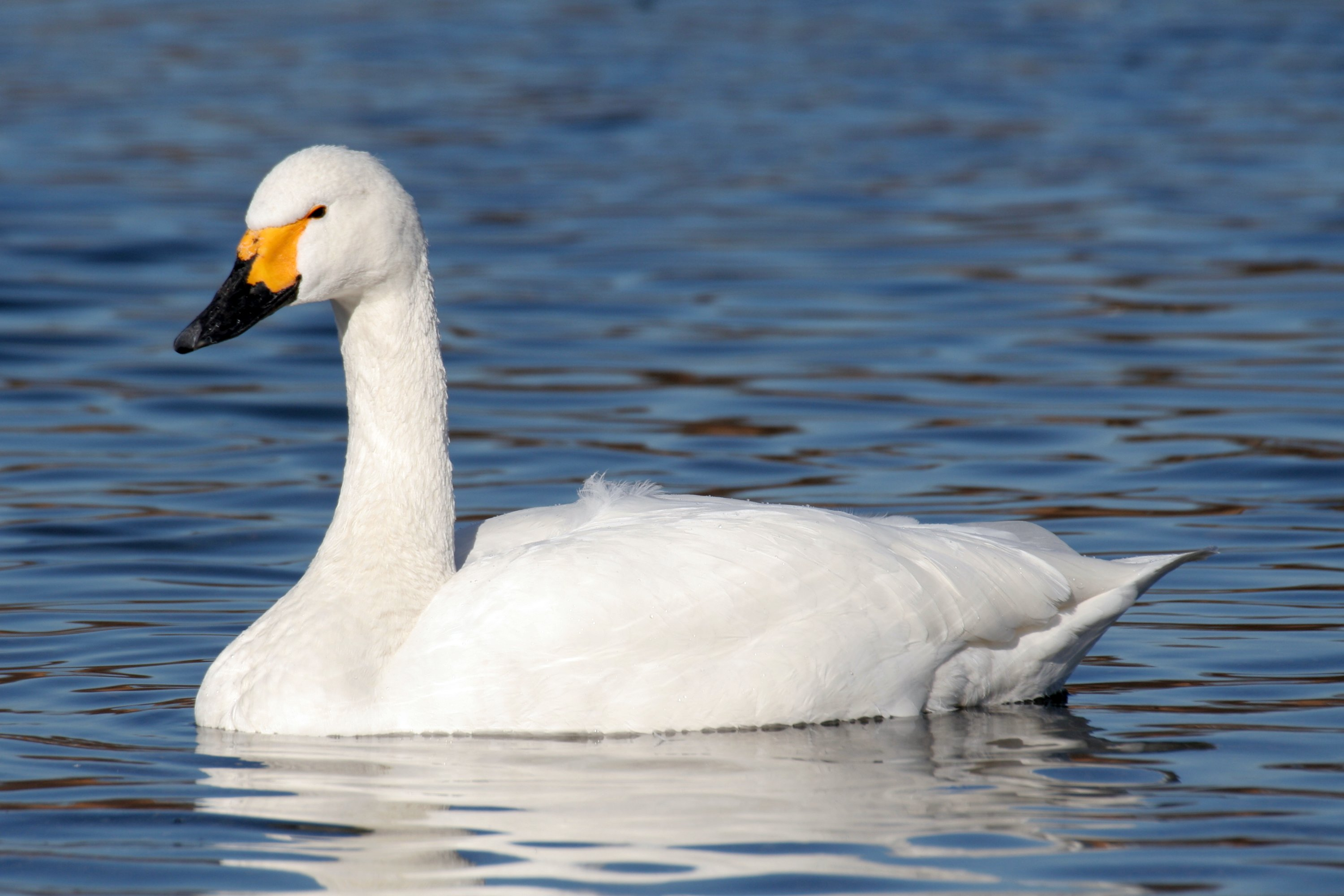
コハクチョウ C. columbianus
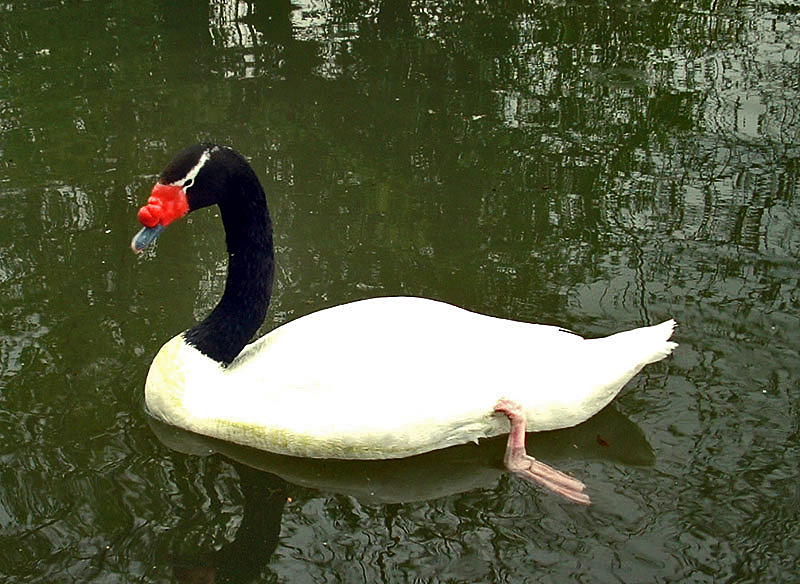
クロエリハクチョウ C. melancoryphus
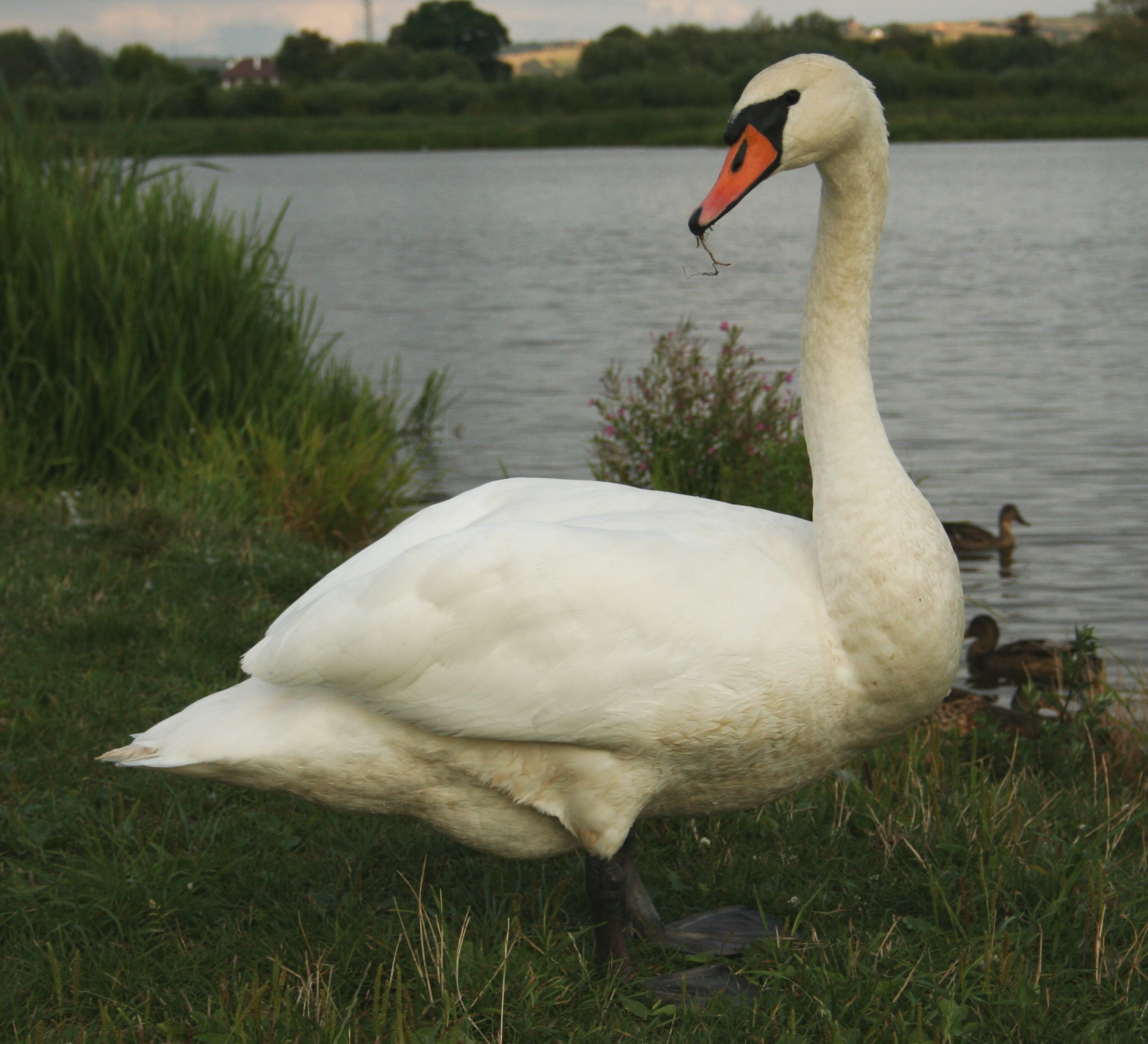
コブハクチョウ C. olor